# Кристиан Вильгельм Бранденбургский
Кристиан Вильгельм Бранденбургский (нем. Christian Wilhelm von Brandenburg; 28 августа 1587, Вольмирштедт — 1 января 1665, монастырь Цинна) — маркграф Бранденбургский, в 1598—1631 годах — апостольский администратор архиепископства Магдебургского.

## Биография
Кристиан Вильгельм — сын курфюрста Иоахима Фридриха Бранденбургского и его первой супруги Екатерины Бранденбург-Кюстринской, дочери маркграфа Иоганна Бранденбург-Кюстринского. В 1598 году Кристиан Вильгельм был назначен архиепископом Магдебурга, в 1614 году принял титул лютеранского управителя архиепископства ради того, чтобы жениться. В Магдебурге Кристиана Вильгельма не признавали, поскольку на этом посту он не был утверждён императором.
Во время Тридцатилетней войны Кристиан Вильгельм вступил в союз с Данией, в 1626 году принял на себя командование нижнесаксонскими войсками, участвовал в битве при Дессау, был разбит Валленштейном, бежал и в 1631 году лишился церковной должности. Кристиан Вильгельм бежал за границу, к 1629 году оказался при дворе Густава II в Швеции, вместе с которым вернулся в Германию в 1630 году. Благодаря шведской поддержке вошёл в Магдебург, но так и не вернул себе епископства. В 1631 году получил серьёзное ранение, был отправлен в лагерь Паппенгейма, где в 1632 году перешёл в католицизм по наущению иезуитов. От его имени было опубликовано сочинение Speculum veritatis. Кристиан Вильгельм был освобождён, по Пражскому соглашению 1635 года ему было положено ежегодное содержание в размере 12 тыс. талеров, выплачивавшееся из доходов Магдебургского епископства, и выделены амты Лобург и Цинна.

## Потомки
Кристиан Вильгельм был женат трижды. В первый раз он женился 1 января 1615 года в Вольфенбюттеле на Доротее Брауншвейг-Вольфенбюттельской (1596—1643), дочери герцога Генриха Юлия Брауншвейг-Вольфенбюттельского. 22 февраля 1650 года в Праге Кристиан Вильгельм сочетался браком с Барбарой Эусебией (умерла в 1656), дочерью графа Ярослава Боржиты из Мартиница. Третий брак Кристиан Вильгельм оформил 28 мая 1657 года в Праге с Максимилианой (1608—1663), дочерью графа Вейхарда Сальм-Нейбургского.
Единственный ребёнок Кристиана Вильгельм, дочь София Елизавета Бранденбургская (1616—1650), родилась в первом браке, в 1638 году вышла замуж за герцога Фридриха Вильгельма II Саксен-Альтенбургского.